# ستار تريك إلى الظلام
ستار تريك إلى الظلام «ستار تريك انتو داركنس» (بالإنجليزية: Star Trek Into Darkness)‏ هو فيلم أكشن وخيال علمي أمريكي 2013. هو الإصدار الثاني عشر ضمن سلسلة أفلام ستار تريك وتتمة لفيلم ستار تريك. من إخراج جاي جاي أبرامز وكتابة روبرتو أورسي واليكس كورتزمان وديمون ليندلوف. كحال سابقه يعود كريس باين بدور الكابتن جيمس ت. كيرك، مع زاكري كوينتو وزوي سالدانا وأنتون يلشين وكارل أوربان وسايمون بيج وجون شو. بينيديكت كامبرباتش وبيتر ويلر وأليس ايفي أنظموا إلى طاقم تمثيل الفيلم لأول مرة.
بعد إصدار ستار تريك في 2009، وقع أبرامز وبرك وليندلوف وكورتزمان وأورسي عقد لعمل جزء ثاني. في 2011، تم إستدعاء طاقم التمثيل وتم جلب بينيديكت وويلر وايفي ليلعبوا أدوار رئيسية. بدء التصوير في يناير 2012. تم تصوير الفيلم كله في كاليفورنيا. التأثيرات البصرية للفيلم أختصت بها شركة Industrial Light & Magic.
حول الفيلم إلى ثلاثي الأبعاد بعد الإنتاج. عرض ستار تريك إلى الظلام لأول في 23 أبريل، 2013 في سيدني. وصدر في 9 مايو، 2013 في أستراليا ونيوزيلندا والمملكة المتحدة وأجزاء من أوروبا وبيرو مع بدان أخرى بعدها. تم إصدار الفيلم 16 مايو، 2013 في الشرق الأوسط والولايات المتحدة وكندا، مع أفتتاح بتقنية آيماكس قبل يوم واحد.
تقع أحداث الفيلم بعدما تتمكن قوة ضارية من نشر الرعب والدمار في العالم فيتوجب على الكابتن كيريك وطاقم فريقه مطاردة المسؤول عنها وإيقافه مهما كان الثمن.
أستقبل الفيلم بإشادة عالمية من النقاد، حيث جائت نسبة 87% من المراجعات إيجابية على موقع الطماطم الفاسدة بنائاً على 242 مراجعة نقدية، مع متوسط تقييم 10/7.5. الموقع وصف الفيلم «مذهل بصرياً ومعبأ بالأكشن بشكل مناسب، ستار تريك إلى الظلام هو إصدار صلب كالصخر في سلسلة خيال علمي جليلة، حتى لو انه ليس جديد مثل سابقه». على ميتاكريتيك يحمل تقييم 100/73، مبيناً مراجعة «إيجابية بشكل عام» من 41 ناقد.

## الممثلون
- كريس باين بدور الكابتن جيمس ت. كيرك، قائد سفينة الفضاء انتربرايز.
- زاكري كوينتو بدور الضابط الأول سبوك، قائد وضابط علم.
- زوي سالدانا بدور يوهورا، ضابطة الاتصالات.
- أنتون يلشين بدور بافل شيكوف، الملاح وكبير المهندسين.
- كارل أوربان بدور الرائد الدكتور ليونارد «بونز» مكوي، كبير المسؤولين الطبيين.
- سايمون بيج بدور الرائد مونتغمري «سكوتي» سكوت، الضابط الثاني وكبير المهندسين.
- جون شو بدور الملازم هيكارو سولو، الضابط الثالث والربان.
- بينيديكت كامبرباتش بدور القائد جون هاريسون، لاحقاً يكشف بأنه خان، إنسان معزز جينياً أمضى 300 سنة في سبات.
- بروس غرينوود بدور اللواء كريستوفر بايك، القائد السابق لسفينة الفضاء انتربرايز ومعلم كيرك.
- بيتر ويلر بدور عميد الأسطول النجمي الكسندر ماركوس، والد الدكتورة كارول ماركوس.
- أليس ايفي بدور الدكتورة كارول ماركوس.

## وصلات خارجية
- الموقع الرسمي
- ستار تريك إلى الظلام على موقع IMDb (الإنجليزية)
- ستار تريك إلى الظلام على موقع ميتاكريتيك (الإنجليزية)
- ستار تريك إلى الظلام على موقع روتن توميتوز (الإنجليزية)
- ستار تريك إلى الظلام على موقع نتفليكس (الإنجليزية)
- ستار تريك إلى الظلام على موقع قاعدة بيانات الأفلام العربية
- ستار تريك إلى الظلام على موقع ألو سيني (الفرنسية)
- ستار تريك إلى الظلام على موقع Turner Classic Movies (الإنجليزية)
- ستار تريك إلى الظلام على موقع أول موفي (الإنجليزية)
- ستار تريك إلى الظلام على موقع بوكس أوفيس موجو (الإنجليزية)
- ستار تريك إلى الظلام على موقع فيلمافينيتي (الإسبانية)